# 20,000 Watt R.S.L.
20,000 Watt R.S.L. – pierwsza składanka australijskiej grupy rockowej Midnight Oil. Album został wydany w 1997 roku.

## Lista utworów
| Nr. | Tytuł                  | Twórcy                                 | Album                         | Rok wydania |
| --- | ---------------------- | -------------------------------------- | ----------------------------- | ----------- |
| 1.  | What Goes On           | Midnight Oil                           | Redneck Wonderland            | 1998        |
| 2.  | Power and the Passion  | Rob Hirst, Jim Moginie, Peter Garrett  | 10, 9, 8, 7, 6, 5, 4, 3, 2, 1 | 1982        |
| 3.  | Dreamworld             | Midnight Oil                           | Diesel and Dust               | 1987        |
| 4.  | White Skin Black Heart | Midnight Oil                           | Redneck Wonderland            | 1998        |
| 5.  | Kosciuszko             | Hirst, Moginie                         | Red Sails in the Sunset       | 1984        |
| 6.  | The Dead Heart         | Midnight Oil                           | Diesel and Dust               | 1987        |
| 7.  | Blue Sky Mine          | Midnight Oil                           | Blue Sky Mining               | 1990        |
| 8.  | US Forces              | Moginie, Garrett                       | 10, 9, 8, 7, 6, 5, 4, 3, 2, 1 | 1982        |
| 9.  | Beds Are Burning       | Midnight Oil                           | Diesel and Dust               | 1987        |
| 10. | One Country            | Moginie/Garrett                        | Blue Sky Mining               | 1990        |
| 11. | Best of Both Worlds    | Hirst, Moginie                         | Red Sails in the Sunset       | 1984        |
| 12. | Truganini              | Hirst, Moginie                         | Earth and Sun and Moon        | 1993        |
| 13. | King of the Mountain   | Hirst, Moginie                         | Blue Sky Mining               | 1990        |
| 14. | Hercules               | Moginie, Garrett, Hirst                | Species Deceases              | 1986        |
| 15. | Surf's up Tonight      | Midnight Oil                           | Breathe                       | 1996        |
| 16. | Back on the Borderline | Andrew James, Garrett, Hirst           | Head Injuries                 | 1979        |
| 17. | Don't Wanna Be the One | Hirst, Garrett, Martin Rotsey, Moginie | Place Without a Postcard      | 1981        |
| 18. | Forgotten Years        | Hirst, Moginie                         | Blue Sky Mining               | 1990        |

## Twórcy albumu
- Martin Rotsey – gitara
- Jim Moginie – gitara, keyboard, wokal
- Rob Hirst – perkusja, wokal
- Peter Garrett – wokal, harmonijka
- Peter Gifford – bas, wokal w piosenkach: 2, 3, 5, 6, 8, 9, 11, 14, 17
- Bones Hillman – bas, wokal w piosenkach: 1, 4, 7, 10, 12, 13, 15, 18
- Andrew James – bas w 16